# Lijst van voetbalinterlands Australië - België (vrouwen)
Deze lijst van voetbalinterlands is een overzicht van alle officiële voetbalinterlands tussen de nationale vrouwenteams van Australië en België. De landen hebben tot nu toe één keer tegen elkaar gespeeld. Deze wedstrijd vond plaats op 19 augustus 1997 in Brussel. 

## Wedstrijden
| № | Plaats  | Datum            | Competitie        | Wedstrijd          | Uitslag |
| - | ------- | ---------------- | ----------------- | ------------------ | ------- |
| 1 | Brussel | 19 augustus 1997 | Vriendschappelijk | België − Australië | 1 − 0   |

## Samenvatting
| Competitie        | Totaal gespeeld | Winst Australië | Gelijk | Winst België | Doelsaldo Australië – België |
| ----------------- | --------------- | --------------- | ------ | ------------ | ---------------------------- |
| Vriendschappelijk | 1               | 0               | 0      | 1            | 0 − 1                        |
| Totaal            | 1               | 0               | 0      | 1            | 0 − 1                        |